# 1997 CM28
1997 CM28 är en asteroid i huvudbältet som upptäcktes den 13 februari 1997 av Beijing Schmidt CCD Asteroid Program vid Xinglong-observatoriet.
Asteroiden har en diameter på ungefär 5 kilometer